# Walther-Bachmann-Flugzeugbau
Die Walther-Bachmann-Flugzeugbau KG war eine Flugzeugfabrik der Rüstungsindustrie in Ribnitz.

## Unternehmensgeschichte
1923 gründete Walther Bachmann in Warnemünde die erste deutsche Land- und Seeflugschule, die Aero-Sport GmbH. Der 1889 in Stettin geborene Unternehmer war im Ersten Weltkrieg Frontoffizier der Seefliegerkräfte und von 1917 bis 1919 Einflieger beim Seeflugzeug-Versuchskommando Warnemünde gewesen.
1933/34 übernahm die Luftwaffe den Flugplatz in Warnemünde. Walther Bachmann fand in Ribnitz mit dem nahe gelegenen Flugplatz Pütnitz gute Bedingungen für den Bau und die Erprobung von Land- und Seeflugzeugen und verlegte die Aero-Sport GmbH von Warnemünde nach Ribnitz. Ab 1937 firmiert das Unternehmen unter „Walther-Bachmann-Flugzeugbau KG“. So wie die Flugzeugbauunternehmen Arado und Heinkel in Rostock wurde auch Bachmann in Ribnitz von den Nationalsozialisten, die ihre Kriegsinteressen vorantreiben wollten, großzügig gefördert. Die Beschäftigungs- und Verdienstmöglichkeiten waren sehr gut, so dass die Stadt Ribnitz mit „Bachmann“ in den 1930er Jahren einen wirtschaftlichen Aufstieg erlebte.
Anfangs wurden vorwiegend Reparaturen an Seeflugzeugen, meist Heinkel-Typen, vorgenommen. Später fungierte das Werk auch als Zulieferer für andere Flugzeugwerke. Das Reichsluftfahrtministerium bestimmte Ribnitz 1940 zum Reparaturstammbetrieb für das Bordflugzeug Arado Ar 196 und ein Jahr später auch für den Standardbomber der deutschen Luftwaffe Heinkel He 111. Ab Ende 1944 wurden Strahlbomber des Typs Arado Ar 234 repariert.
Das Unternehmen eröffneten im Jahre 1938 in Barth eine Außenstelle und stellten dort Baugruppen und Waffenteile für die Ausrüstung der Wehrmacht her. 1942 beschäftigte das Unternehmen 2.350 Menschen.
Der Arbeitskräftemangel während des  Zweiten Weltkrieges wurde durch den Einsatz von Kriegsgefangenen und Zwangsarbeitern ausgeglichen. Vor allem Arbeiter aus Frankreich, Polen und der Sowjetunion waren in Ribnitz eingesetzt. Die Arbeits- und Lebensbedingungen der ausländischen Arbeitskräfte in den Bachmann-Werken waren sehr unterschiedlich. Männliche und weibliche Ostarbeiter sowie französische Kriegsgefangene wurden streng voneinander getrennt. Unter den Zwangsarbeitern aus der Sowjetunion befanden sich viele ukrainische Mädchen und Frauen. Insbesondere für die Ostarbeiter war die Ernährung im Gemeinschaftslager Boddenstraße unzureichend. Ihr Alltag war durch schlechte Versorgung und einen langen, anstrengenden Arbeitstag geprägt. In dem Rüstungsbetrieb wurden auch zahlreiche Zivilarbeiter beschäftigt. 1942 waren etwa 60 Polen bei Bachmann tätig. Ein Jahr später kamen elf weitere polnische Arbeiter hinzu, die als Schlosser, Elektriker und Monteure arbeiteten. 1944 waren in den Bachmann-Werken 264 französische „Zivilarbeiter“ eingesetzt, die entweder über eine Ausbildung als Metallarbeiter verfügten, oder angelernte Arbeiter waren.
Mit der Besetzung der Stadt Ribnitz durch sowjetische Truppen am 1. Mai 1945 begann die Demontage unzerstörter Anlagen. Alle Bauten mit Ausnahme des Konstruktionsbüros und des Verwaltungsgebäudes wurden gesprengt. Der Versuch Walther Bachmanns, das Werk wieder zurückzubekommen, um eine zivile Produktion aufzubauen, misslang. Am 17. April 1948 wurde die Enteignung bestätigt.